# 阿爾韋托德阿戈斯蒂尼國家公園

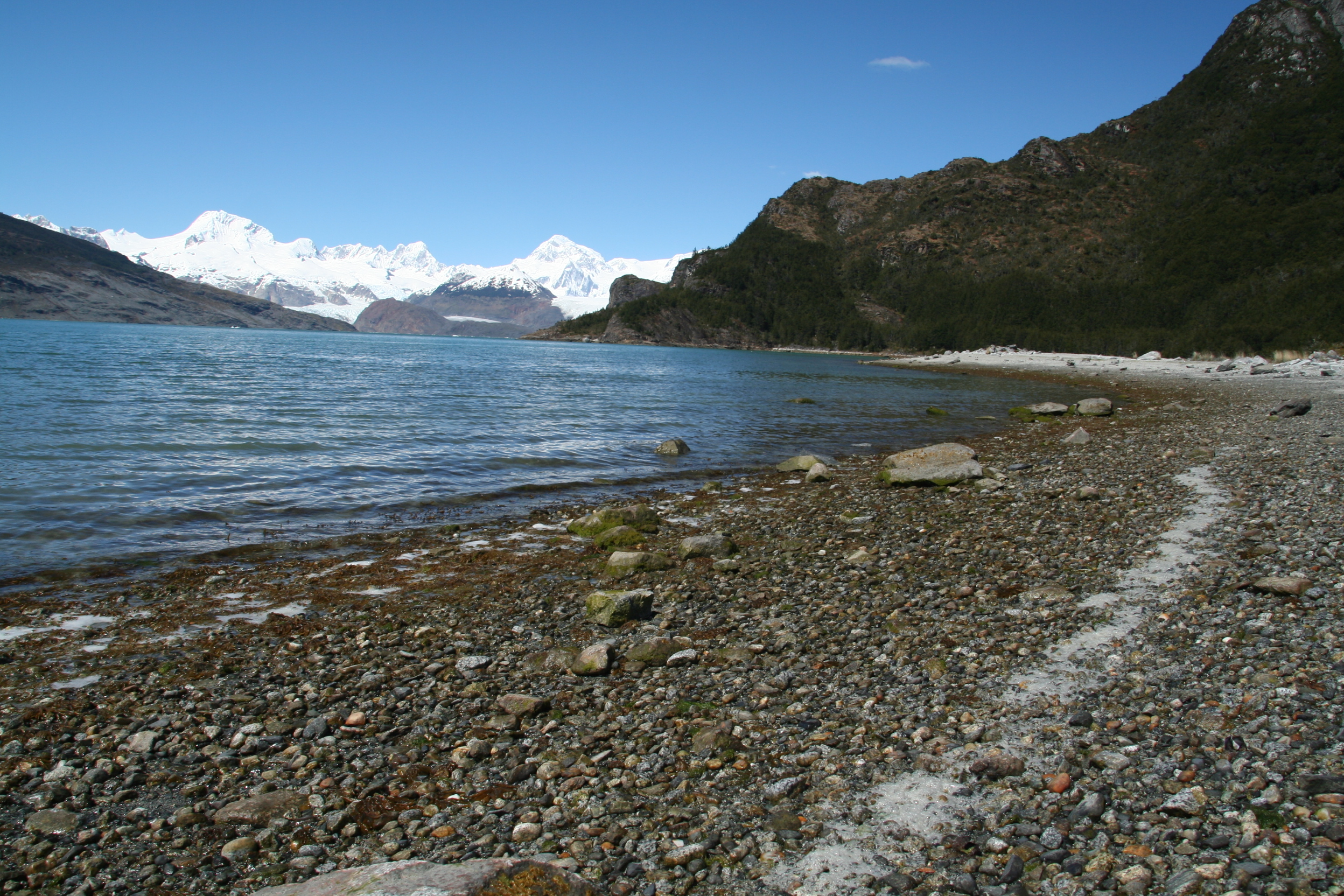

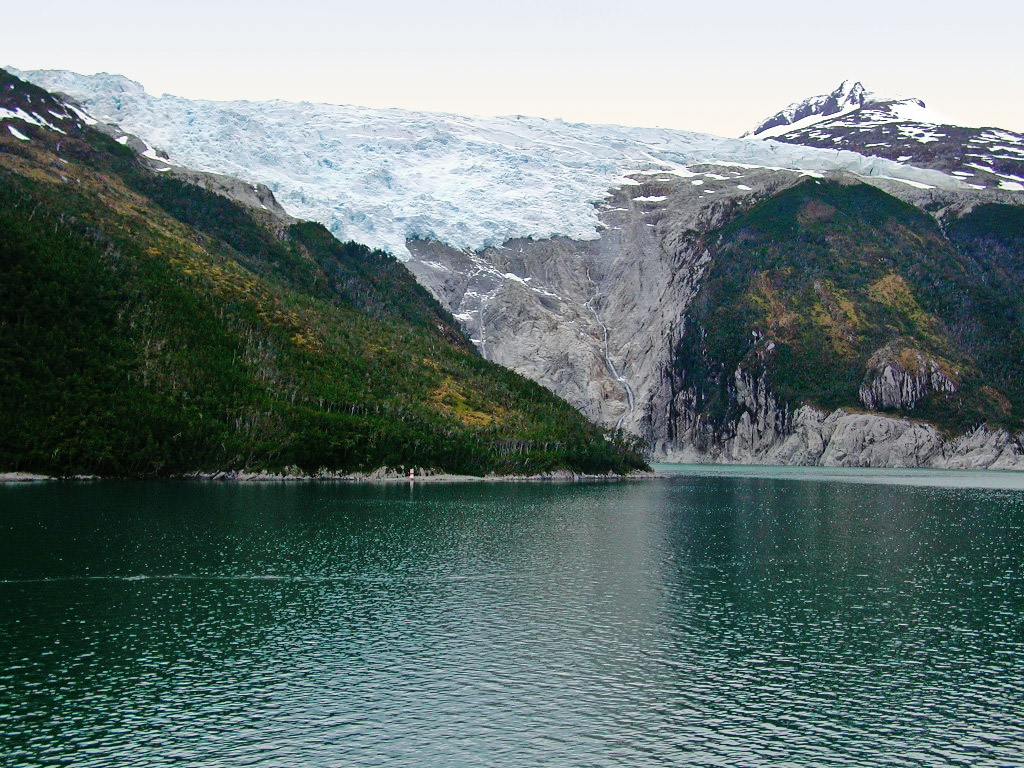

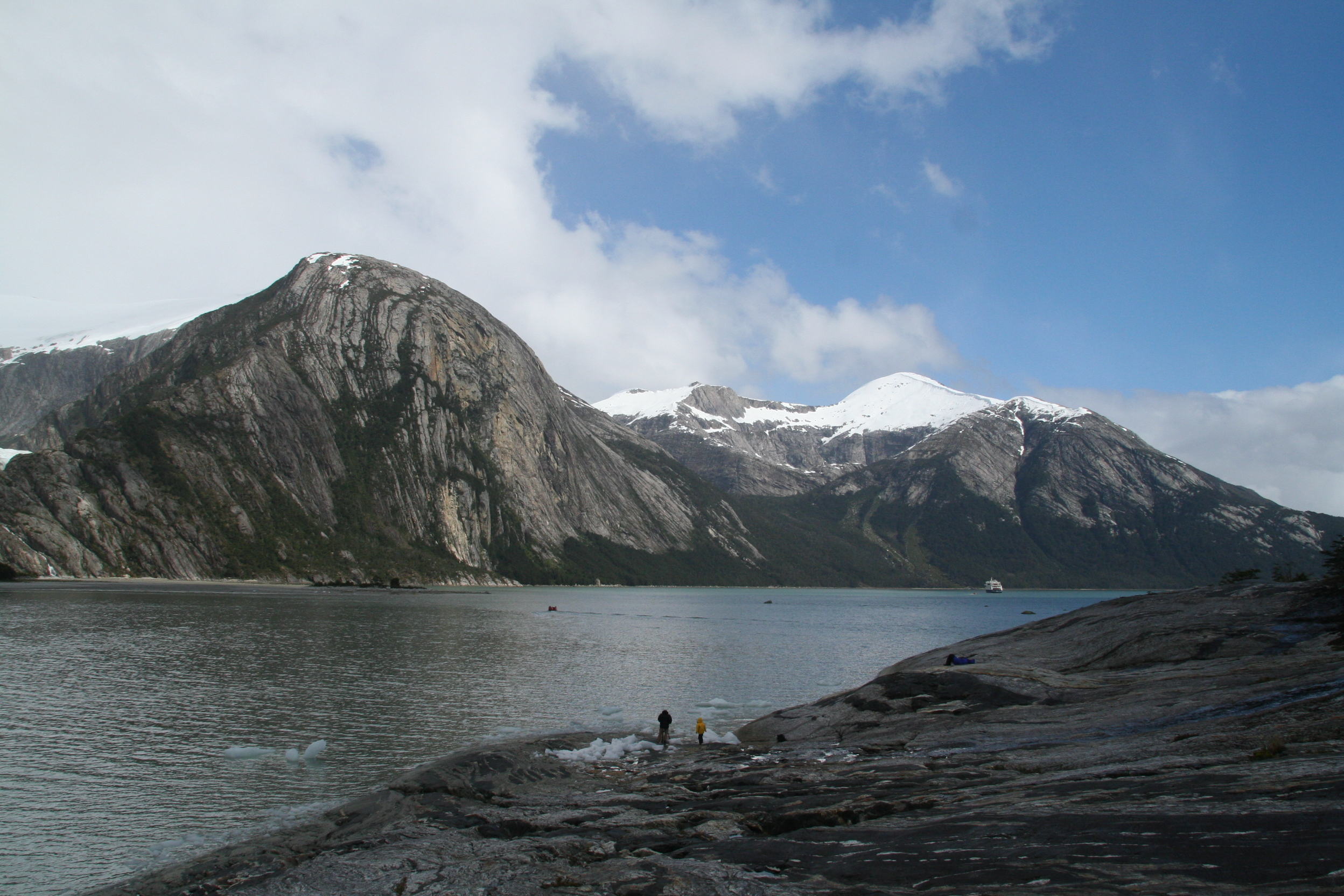

阿爾韋托德阿戈斯蒂尼國家公園（西班牙語：Parque nacional Alberto de Agostini）是智利的國家公園，位於該國南部，由麥哲倫-智利南極大區負責管轄，成立於1965年，面積14,600平方公里，是49種鳥類的棲息地。

## 外部連結
- （西班牙文） Parque Nacional Alberto de Agostini